# Liste der Biografien/Mcd
Liste der Biografien |
Portal Biografien |
Personensuche
# |
A |
B |
C |
D |
E |
F |
G |
H |
I |
J |
K |
L |
M |
N |
O |
P |
Q |
R |
S |
T |
U |
V |
W |
X |
Y |
Z |
?
 
Ma |
Mb |
Mc |
Md |
Me |
Mf |
Mg |
Mh |
Mi |
Mj |
Mk |
Ml |
Mm |
Mn |
Mo |
Mp |
Mq |
Mr |
Ms |
Mt |
Mu |
Mv |
Mw |
Mx |
My |
Mz
 
Mca |
Mcb |
Mcc |
Mcd |
Mce |
Mcf |
Mcg |
Mch |
Mci |
Mcj |
Mck |
Mcl |
Mcm |
Mcn |
Mco |
Mcp |
Mcq |
Mcr |
Mcs |
Mct |
Mcu |
Mcv |
Mcw
Die Liste der Biografien führt alle Personen auf, die in der deutschsprachigen Wikipedia einen Artikel haben. Dieses ist eine Teilliste mit 348 Einträgen von Personen, deren Namen mit den Buchstaben „Mcd“ beginnt.

## Mcd

### Mcda
- McDade, Joseph M. (1931–2017), amerikanischer Politiker der Republikanischen Partei
- McDaid, Jim (* 1949), irischer Politiker (Fianna Fáil)
- McDaid, Johnny (* 1976), nordirischer Produzent, DJ, Songwriter und Sänger
- McDaid, Liz, südafrikanische Umweltaktivistin
- McDaniel, Barry (1930–2018), US-amerikanischer Opernsänger (Bariton)
- McDaniel, Billy (* 1984), US-amerikanisch-luxemburgischer Basketballspieler
- McDaniel, Boyce (1917–2002), US-amerikanischer Physiker
- McDaniel, Chandler (* 1998), US-amerikanisch-philippinische Fußballspielerin
- McDaniel, David (1939–1977), amerikanischer Science-Fiction-Autor
- McDaniel, Dorian (* 1987), US-amerikanisch-deutscher Basketballspieler
- McDaniel, Floyd (1915–1995), US-amerikanischer R&B-Musiker
- McDaniel, George (1942–2023), US-amerikanischer Schauspieler
- McDaniel, George A. (1885–1944), US-amerikanischer Schauspieler und Sänger
- McDaniel, Griffin (* 2000), philippinisch-US-amerikanischer Fußballspieler
- McDaniel, Hattie (1893–1952), US-amerikanische SchauspielerinHattie McDaniel (1893–1952)

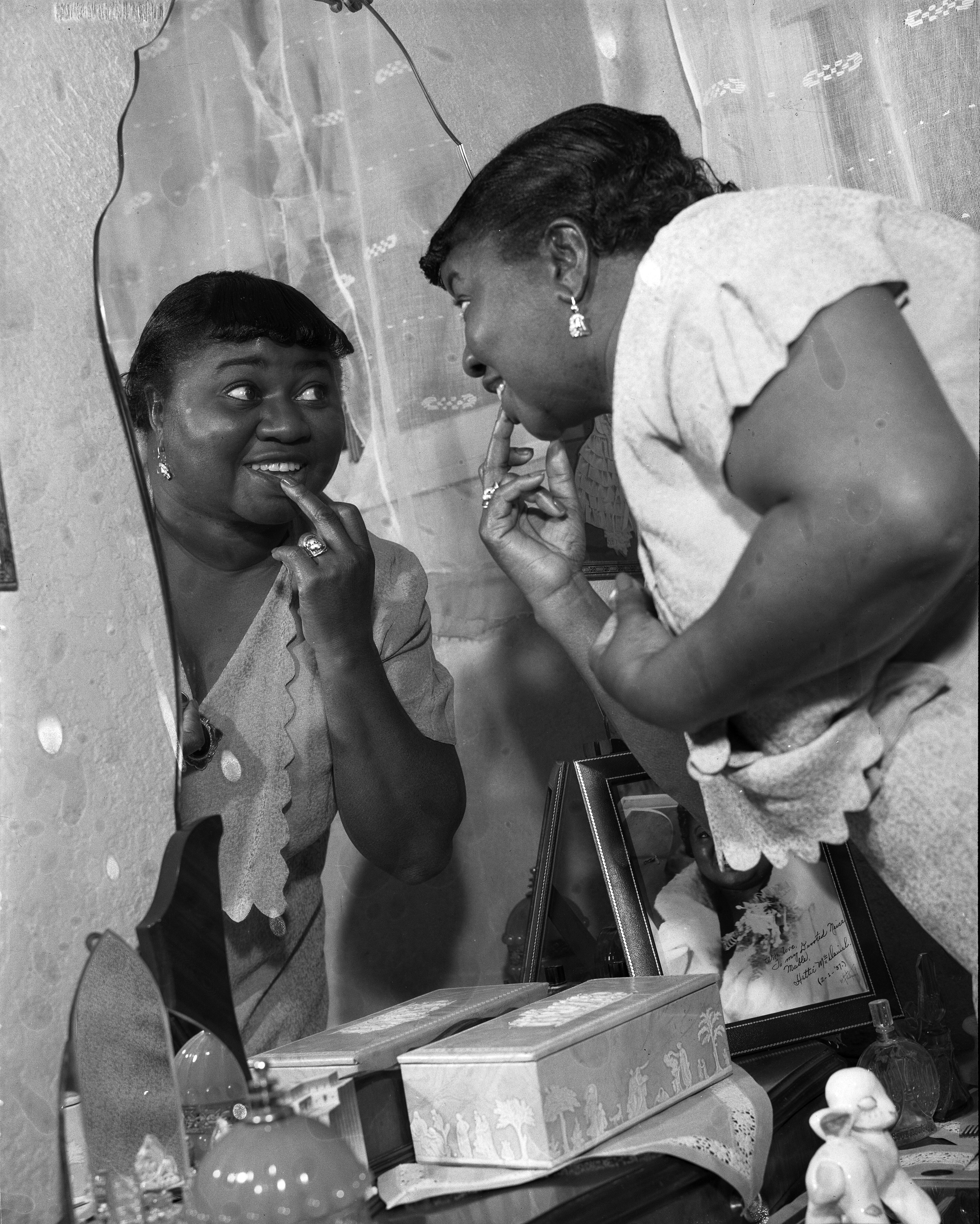
Hattie McDaniel (1893–1952)

- McDaniel, Henry Dickerson (1836–1926), US-amerikanischer Politiker
- McDaniel, James (* 1958), US-amerikanischer Schauspieler
- McDaniel, Jeffrey (* 1967), US-amerikanischer Performance-Poet und Dichter
- McDaniel, Louise (* 2000), nordirische Fußballspielerin
- McDaniel, Luke (1927–1992), US-amerikanischer Country- und Rockabilly-Sänger
- McDaniel, Mel (1942–2011), US-amerikanischer Country-Sänger und -Songwriter
- McDaniel, Mike (* 1983), US-amerikanischer American-Football-Trainer
- McDaniel, Mildred (1933–2004), US-amerikanische Hochspringerin
- McDaniel, Randall (* 1964), US-amerikanischer American-Football-Spieler
- McDaniel, Ronna Romney (* 1973), US-amerikanische Politikerin
- McDaniel, Sam (1886–1962), US-amerikanischer Schauspieler
- McDaniel, Scott (* 1965), US-amerikanischer Comiczeichner
- McDaniel, Tony (* 1985), US-amerikanischer American-Football-Spieler
- McDaniel, Wahoo (1938–2002), US-amerikanischer American-Football-Spieler und Wrestler indianischer AbstammungWahoo McDaniel (1938–2002)

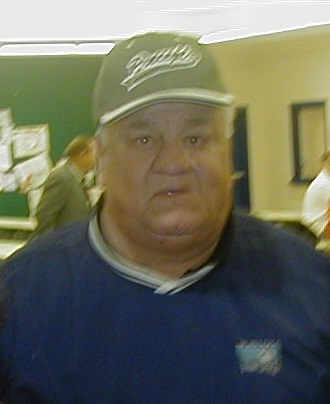
Wahoo McDaniel (1938–2002)

- McDaniel, Walton Brooks (1871–1978), US-amerikanischer klassischer Philologe
- McDaniel, Willard (1877–1967), US-amerikanischer Rhythm & Blues und Jazzpianist
- McDaniel, William (1801–1866), US-amerikanischer Politiker
- McDaniel, William B. (1930–2016), US-amerikanischer Offizier, Brigadegeneral der US Air Force
- McDaniel, Xavier (* 1963), US-amerikanischer Basketballspieler
- McDaniels, Anne (1977–2024), US-amerikanische Schauspielerin und Model
- McDaniels, Gene (1935–2011), US-amerikanischer Popmusiksänger, Komponist und Produzent
- McDaniels, Jaden (* 2000), US-amerikanischer Basketballspieler
- McDaniels, Jeffrey R., US-amerikanischer Offizier, Brigadegeneral der US Air Force
- McDaniels, K. J. (* 1993), US-amerikanischer Basketballspieler
- McDannold, John James (1851–1904), US-amerikanischer Politiker
- McDavid, Connor (* 1997), kanadischer Eishockeyspieler
- McDavid, Eric (* 1977), US-amerikanischer grüner Anarchist und Veganer

### Mcde
- McDearmon, James Calvin (1844–1902), US-amerikanischer Politiker
- McDermid, Heather (* 1968), kanadische Ruderin
- McDermid, Val (* 1955), schottische Krimi-SchriftstellerinVal McDermid (* 1955)

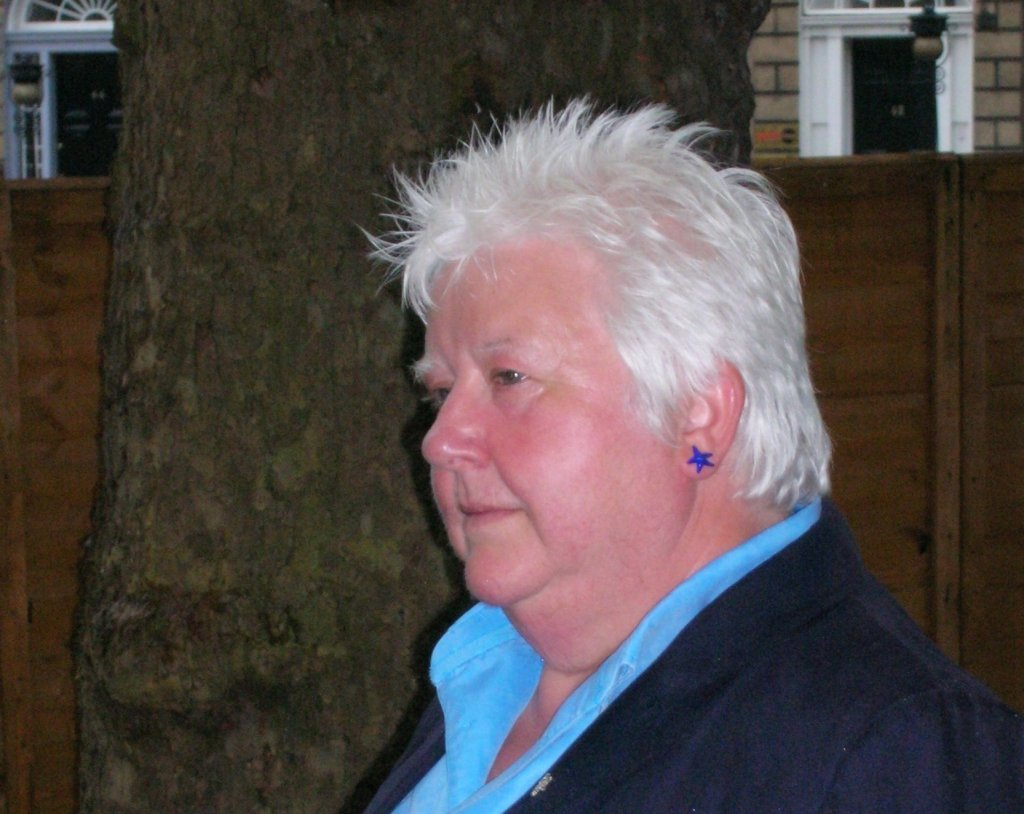
Val McDermid (* 1955)

- McDermitt, Josh (* 1978), US-amerikanischer Schauspieler und Komiker
- McDermott, Allan Langdon (1854–1908), US-amerikanischer Politiker
- McDermott, Andrew (1966–2011), britischer Sänger
- McDermott, Andy (* 1974), britischer Thrillerautor
- McDermott, Anne-Marie (* 1963), US-amerikanische Pianistin
- McDermott, Barbara (1912–2008), US-amerikanische Überlebende des Lusitania-Untergangs
- McDermott, Ben (* 1994), australischer Cricketspieler
- McDermott, Bill (* 1961), US-amerikanischer Manager; Vorstandssprecher der SAP AGBill McDermott (* 1961)

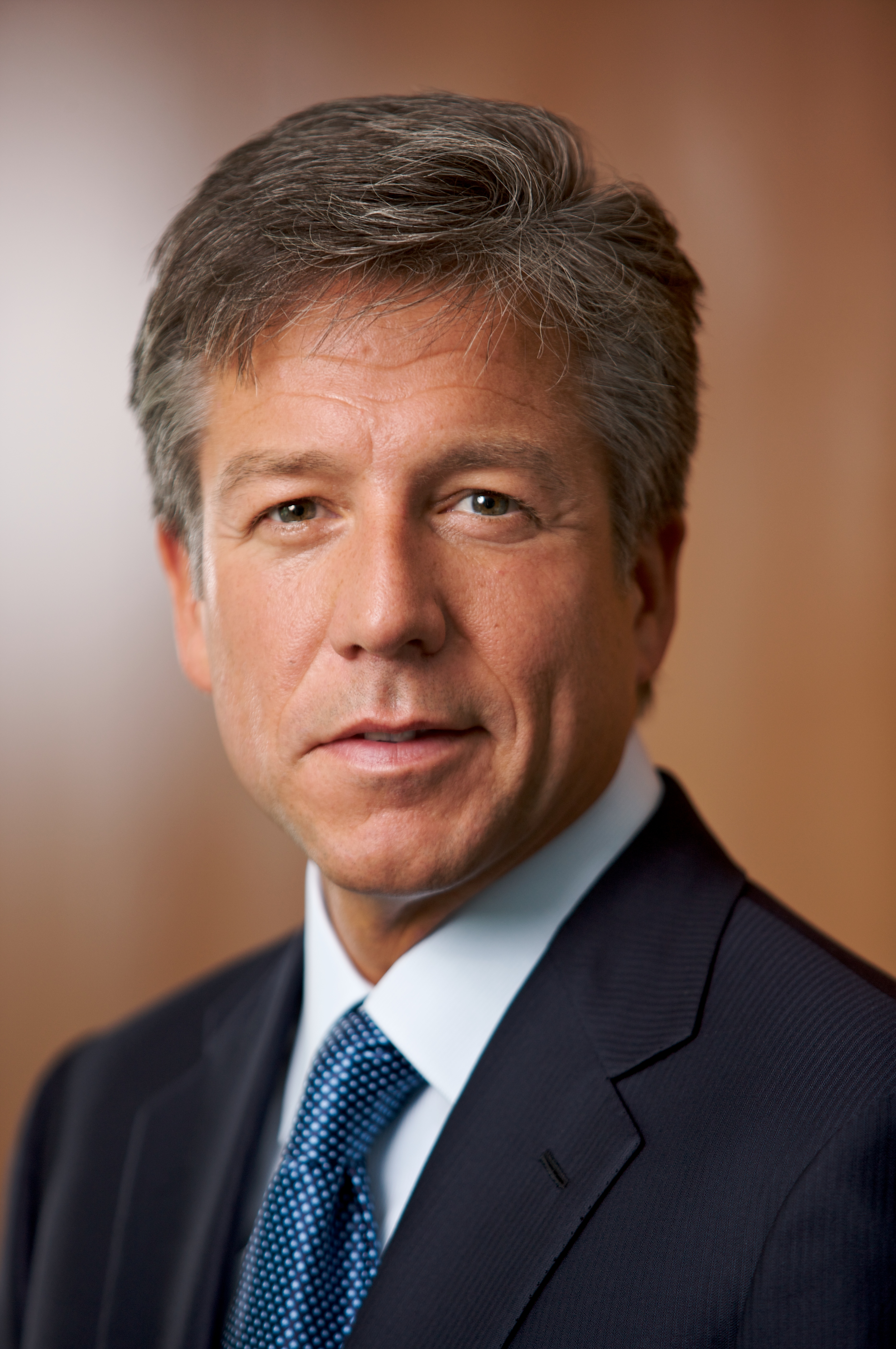
Bill McDermott (* 1961)

- McDermott, Bobby (1914–1963), US-amerikanischer Basketballspieler
- McDermott, Brian (* 1961), englischer Fußballspieler und -trainer
- McDermott, Charlie (* 1990), US-amerikanischer Schauspieler und Regisseur
- McDermott, Dean (* 1966), kanadischer Schauspieler
- McDermott, Donald (1929–2020), US-amerikanischer Eisschnellläufer
- McDermott, Doug (* 1992), US-amerikanischer Basketballspieler
- McDermott, Drew (1949–2022), US-amerikanischer Informatiker
- McDermott, Dylan (* 1961), US-amerikanischer SchauspielerDylan McDermott (* 1961)

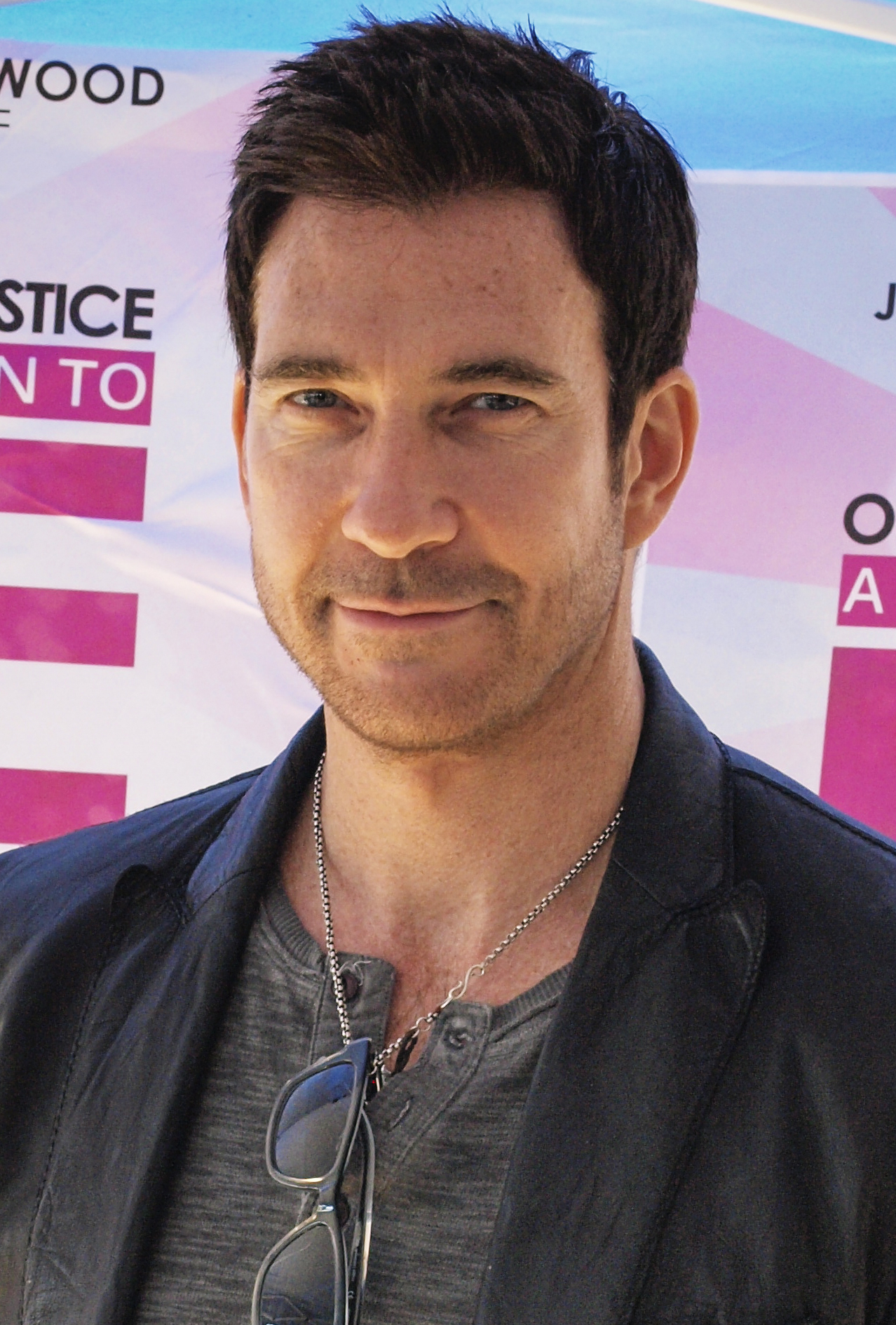
Dylan McDermott (* 1961)

- McDermott, Edward J. (1852–1926), US-amerikanischer Politiker
- McDermott, Erica (* 1973), US-amerikanische Schauspielerin
- McDermott, James T. (1872–1938), US-amerikanischer Politiker
- McDermott, Jim (* 1936), US-amerikanischer Psychiater und Politiker (Demokratische Partei)
- McDermott, John (* 1963), US-amerikanischer römisch-katholischer Geistlicher, Bischof von Burlington
- McDermott, Keith (* 1953), US-amerikanischer Schauspieler, Theaterregisseur und Autor
- McDermott, Michael (1893–1970), US-amerikanischer Schwimmer und Wasserballspieler
- McDermott, Peter (1944–2013), australischer Radrennfahrer
- McDermott, Richard (1940–2023), US-amerikanischer Eisschnellläufer
- McDermott, Rose (* 1962), US-amerikanische Politikwissenschaftlerin
- McDermott, Sean (* 1974), amerikanischer American-Football-Trainer
- McDermott, Terry (* 1951), englischer Fußballspieler
- McDermott, Walsh (1909–1981), US-amerikanischer Mediziner
- McDermott, William Dermott Molloy (1930–2013), irischer Geistlicher, römisch-katholischer Bischof von Huancavélica
- McDevitt, Chas (* 1934), britischer Musiker
- McDevitt, Gerald Vincent (1917–1980), US-amerikanischer Geistlicher, Weihbischof in Philadelphia
- McDevitt, Hugh (1930–2022), US-amerikanischer Immunologe
- McDevitt, Jack (* 1935), amerikanischer Science-Fiction-Schriftsteller
- McDevitt, James (1831–1879), irischer Geistlicher und römisch-katholischer Bischof von Raphoe
- McDevitt, Joseph B. (1918–2006), US-amerikanischer Militär, Konteradmiral der United States Navy
- McDevitt, Ruth (1895–1976), US-amerikanische Schauspielerin
- McDew, Darren W. (* 1960), US-amerikanischer General (U.S. Air Force)

### Mcdi
- McDiarmid, Archie (1881–1957), kanadischer Hammerwerfer
- McDiarmid, Ian (* 1944), britischer SchauspielerIan McDiarmid (* 1944)

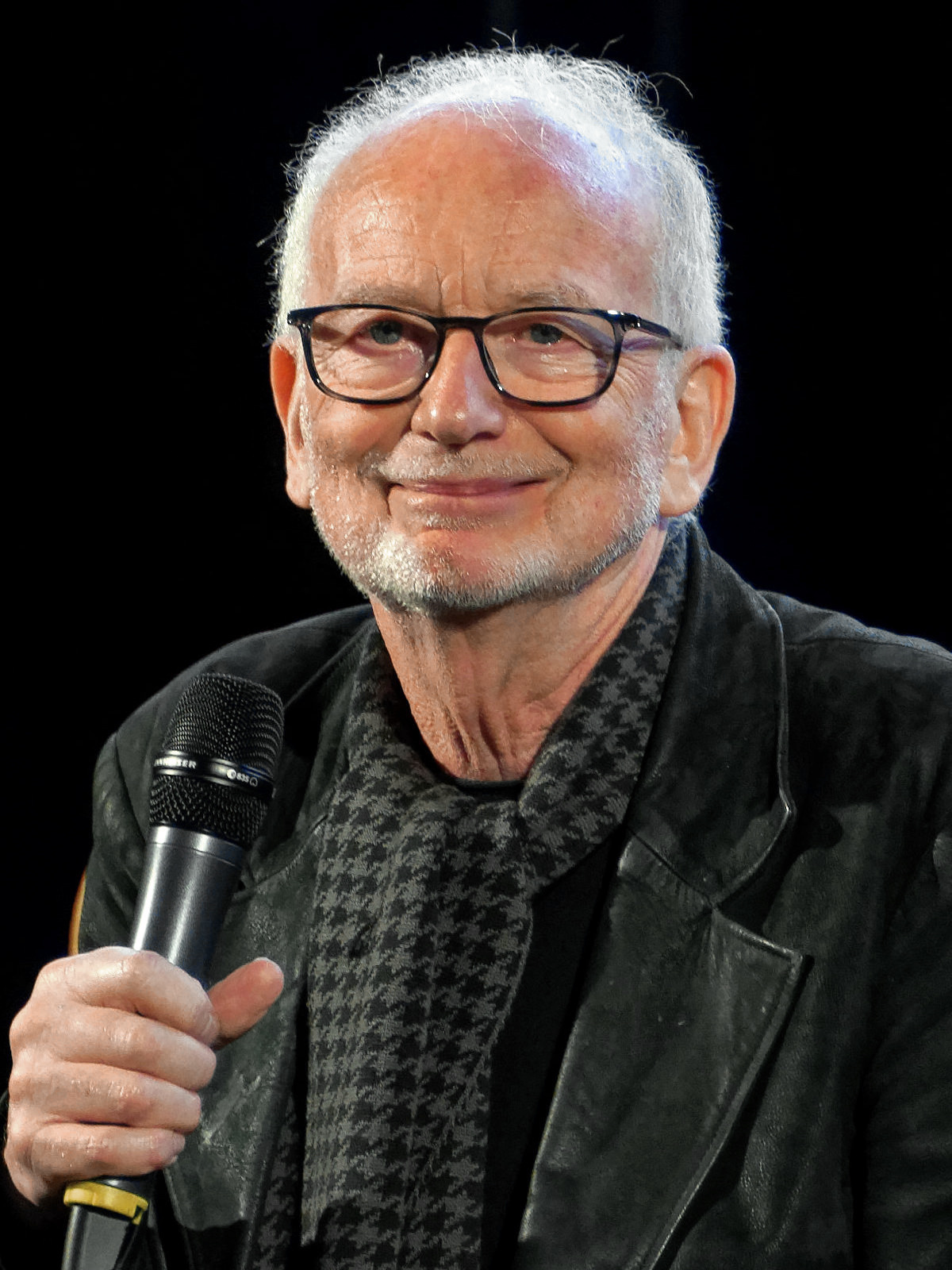
Ian McDiarmid (* 1944)

- McDiarmid, John Stewart (1882–1965), kanadischer Politiker, Vizegouverneur von Manitoba
- McDiarmid, Roy W. (* 1940), US-amerikanischer Herpetologe
- McDiarmid, Sarah (* 1984), kanadische Alpin- und Geschwindigkeitsskifahrerin
- McDill, Alexander S. (1822–1875), US-amerikanischer Politiker
- McDill, James W. (1834–1894), US-amerikanischer Politiker
- McDine, Kevin (* 1985), englischer Dartspieler
- McDivitt, James (1929–2022), US-amerikanischer Astronaut
- McDivitt, Joseph (1917–2019), US-amerikanischer Offizier

### Mcdo
- McDole, Tyreek, amerikanischer Jazzsänger
- McDonagh, Brian, irischer Mandolinist und Teilnehmer am Eurovision Song Contest
- McDonagh, John Michael (* 1967), britischer Filmregisseur und Drehbuchautor
- McDonagh, Margaret, Baroness McDonagh (1961–2023), britische Politikerin und Managerin
- McDonagh, Martin (* 1970), irisch-britischer Filmregisseur und DramatikerMartin McDonagh (* 1970)

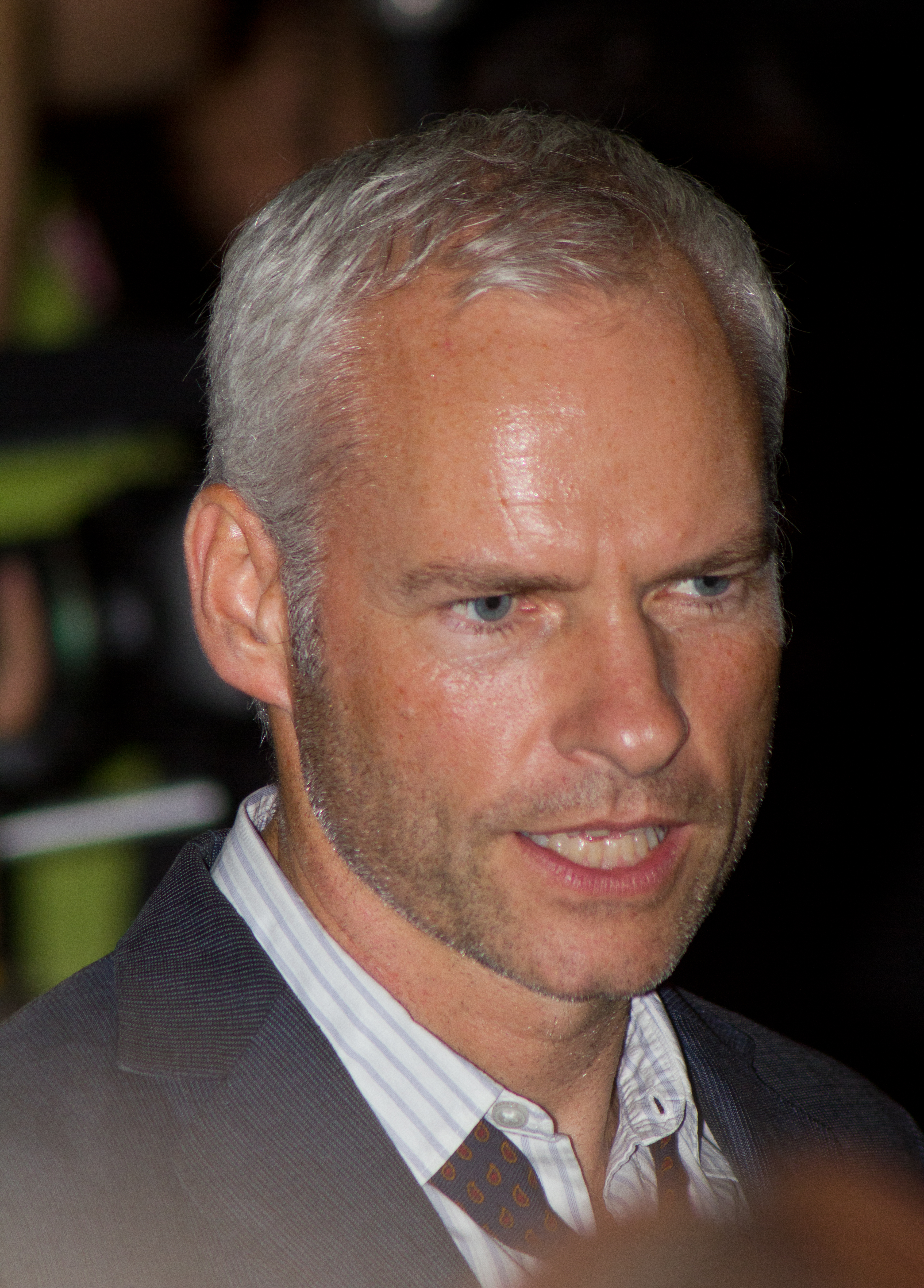
Martin McDonagh (* 1970)

- McDonagh, Ryan (* 1989), US-amerikanischer Eishockeyspieler
- McDonagh, Seán (* 1982), irischer Schauspieler
- McDonald Lowey, Daniel (1878–1951), britischer Tauzieher
- McDonald Rivet, Kristen (* 1970), US-amerikanische Politikerin
- McDonald, Ab (1936–2018), kanadischer Eishockeyspieler
- McDonald, Abby, britische Schriftstellerin
- McDonald, Alan († 1974), australischer Snookerspieler
- McDonald, Alan (1963–2012), nordirischer Fußballspieler und -trainer
- McDonald, Alex, schottischer Fußballspieler
- McDonald, Alex (* 1945), jamaikanischer Mittelstreckenläufer und Sprinter
- McDonald, Alexander (1832–1903), US-amerikanischer Politiker
- McDonald, Alexander (1849–1922), australischer Politiker, Abgeordneter
- McDonald, Alina (* 1997), US-amerikanische Stabhochspringerin
- McDonald, Andrew (* 1955), US-amerikanischer Wasserballspieler
- McDonald, Andrew Joseph (1923–2014), US-amerikanischer Geistlicher, römisch-katholischer Bischof von Little Rock
- McDonald, Andrew Thomas (1871–1950), schottischer Geistlicher
- McDonald, Andy (* 1977), kanadischer Eishockeyspieler
- McDonald, Anthony (* 2001), schottischer Fußballspieler
- McDonald, Antony (* 1950), britischer Bühnendesigner, Ausstatter und Regisseur
- McDonald, Ariel (* 1972), US-amerikanisch-slowenischer Basketballspieler
- McDonald, Arthur (* 1943), kanadischer Physiker
- McDonald, Arthur Gerard (* 1967), kanadischer Admiral und Oberbefehlshaber der Streitkräfte
- McDonald, Audra (* 1970), US-amerikanische Schauspielerin und MusikerinAudra McDonald (* 1970)

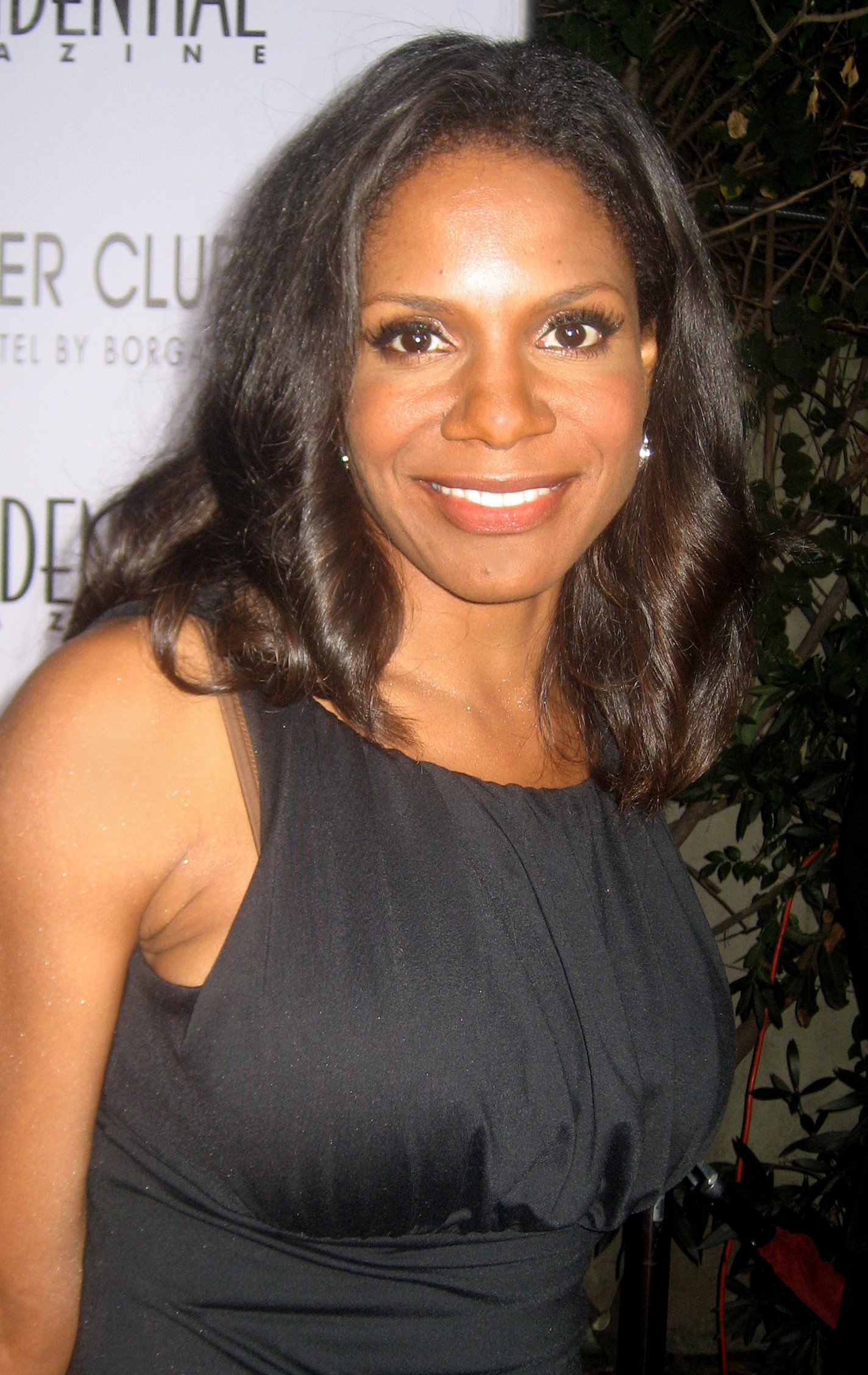
Audra McDonald (* 1970)

- McDonald, Ben (* 1962), US-amerikanischer Basketballspieler
- McDonald, Beverly (* 1970), jamaikanische Sprinterin
- McDonald, Boyd (* 1932), kanadischer Pianist, Komponist und Musikpädagoge
- McDonald, Brad (* 1990), australischer Fußballspieler
- McDonald, Brandon (* 1986), guamischer Fußballspieler
- McDonald, Bruce (* 1959), kanadischer Filmregisseur, Filmproduzent und Filmeditor
- McDonald, Cailin, US-amerikanische Schauspielerin und Synchronsprecherin
- McDonald, Charles James (1793–1860), US-amerikanischer Politiker
- McDonald, Charlie (* 1935), irischer Politiker, MdEP
- McDonald, Chris (* 1978), australischer Triathlet
- McDonald, Christopher (* 1955), US-amerikanischer SchauspielerChristopher McDonald (* 1955)

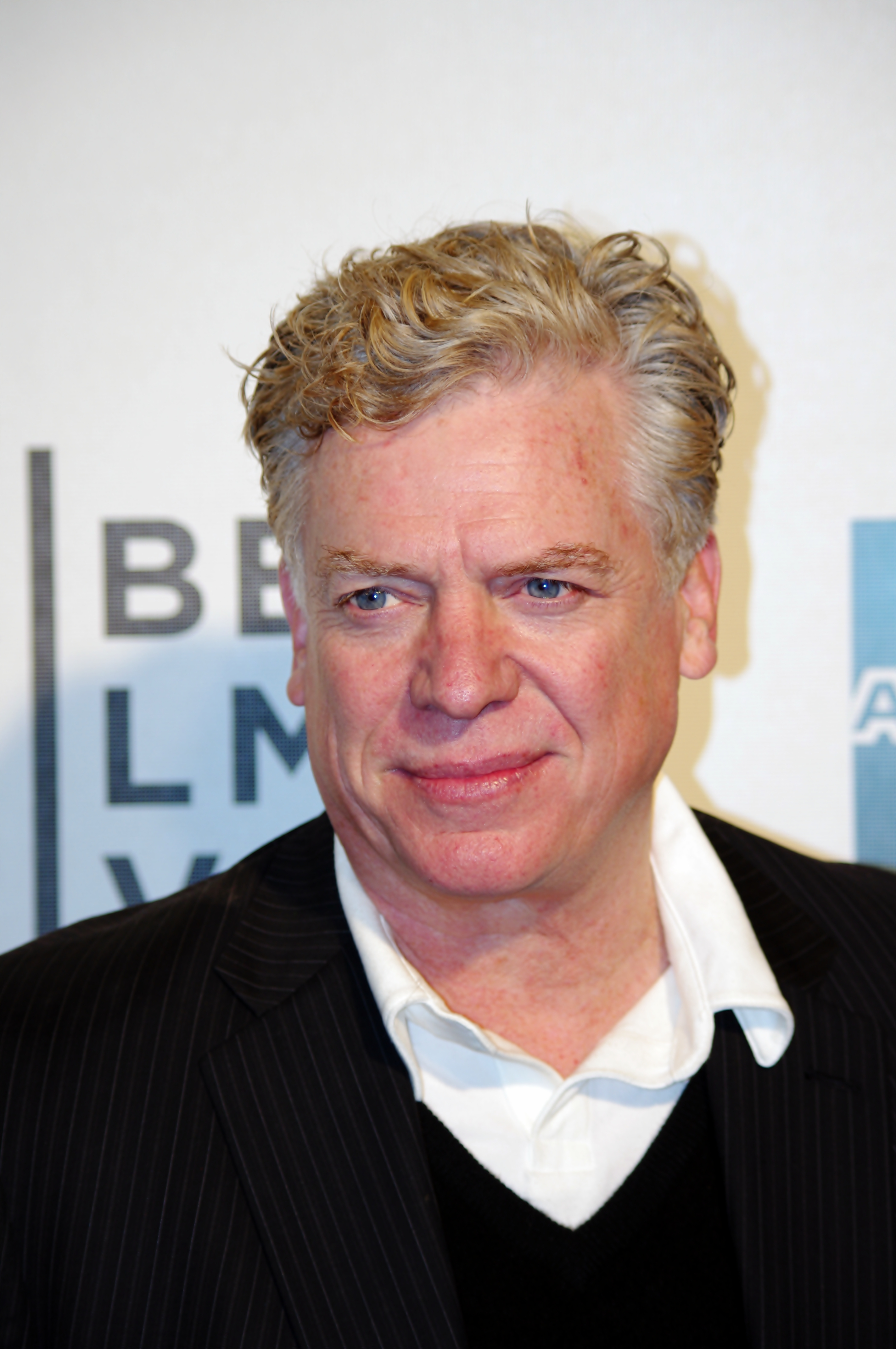
Christopher McDonald (* 1955)

- McDonald, Colin (* 1930), englischer Fußballspieler
- McDonald, Colin (* 1984), US-amerikanischer Eishockeyspieler
- McDonald, Country Joe (* 1942), US-amerikanischer Sänger, Gitarrist und Songschreiber
- McDonald, Damian (1972–2007), australischer Radrennfahrer
- McDonald, Daniel (1960–2007), US-amerikanischer Schauspieler
- McDonald, Darren (* 1962), australischer Badmintonspieler
- McDonald, David L. (1906–1997), US-amerikanischer Offizier, Admiral der United States Navy
- McDonald, Dexter (* 1991), US-amerikanischer Footballspieler
- McDonald, Douglas (* 1935), kanadischer Ruderer
- McDonald, Douglas (* 1965), schottischer Fußballschiedsrichter
- McDonald, Edward F. (1844–1892), US-amerikanischer Politiker
- McDonald, Ella (* 2005), britische Tennisspielerin
- McDonald, Eugene F. (1886–1958), US-amerikanischer Erfinder und Unternehmer
- McDonald, Forrest (1927–2016), US-amerikanischer Historiker
- McDonald, Francis (1891–1968), US-amerikanischer Filmschauspieler
- McDonald, Frank (1888–1971), kanadischer Curler
- McDonald, Frank (1899–1980), US-amerikanischer Film- und Fernsehregisseur, Schauspieler und Kameramann
- McDonald, Gabrielle Kirk (* 1942), amerikanische Juristin
- McDonald, Gail C. (1944–2020), amerikanische Regierungsbeamtin, Vorsitzende der Interstate Commerce Commission
- Mcdonald, Gregory (1937–2008), US-amerikanischer Schriftsteller
- McDonald, Harl (1899–1955), US-amerikanischer Komponist
- McDonald, Hugh (* 1950), US-amerikanischer Bassist
- McDonald, Ian (* 1933), karibischer Schriftsteller und Dichter
- McDonald, Ian (1946–2022), britischer Musiker und MultiinstrumentalistIan McDonald (1946–2022)

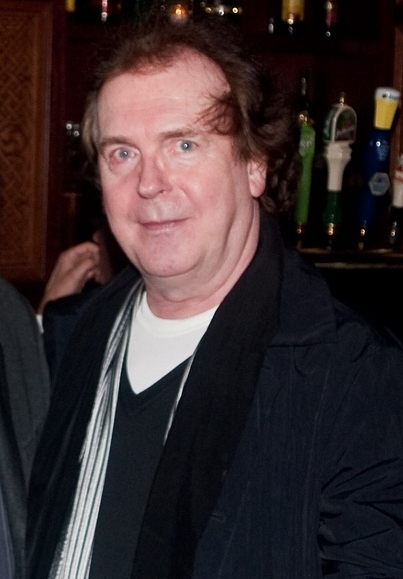
Ian McDonald (1946–2022)

- McDonald, Ian (* 1960), britischer Schriftsteller
- McDonald, Ian Alexander (1922–1990), australischer Gynäkologe und Geburtshelfer
- McDonald, Jack (1887–1958), kanadischer Eishockeyspieler
- McDonald, Jack H. (1932–2022), US-amerikanischer Politiker
- McDonald, Jackson (* 1956), US-amerikanischer Diplomat
- McDonald, James (1920–1971), US-amerikanischer Atmosphärenphysiker und UFO-Forscher
- McDonald, James Ingram (1865–1935), neuseeländischer Maler, Filmemacher, Museumsdirektor und Kulturbotschafter
- McDonald, Jemima (1937–1969), Opfer des Serienmörders Bible John
- McDonald, Jesse Fuller (1858–1942), US-amerikanischer Politiker
- McDonald, Jessica (* 1988), US-amerikanische Fußballspielerin
- McDonald, John (1837–1917), irisch-amerikanischer Politiker
- McDonald, John (* 1960), englischer Sportkommentator und Moderator
- McDonald, John (* 1965), kanadischer Bogenschütze
- McDonald, Joseph E. (1819–1891), US-amerikanischer Politiker
- McDonald, Julie (* 1970), australische Schwimmerin
- McDonald, Julie Maree (* 1961), australische Badmintonspielerin
- McDonald, Kevin (* 1947), englischer Geistlicher, emeritierter Erzbischof von Southwark
- McDonald, Kevin (* 1961), kanadischer Komiker und Schauspieler
- McDonald, Kevin (* 1988), schottischer Fußballspieler
- McDonald, Lanny (* 1953), kanadischer Eishockeyspieler
- McDonald, Larry (1935–1983), US-amerikanischer Politiker
- McDonald, Lisa (* 1974), irische Politikerin (Fianna Fáil)
- McDonald, Mac (* 1949), US-amerikanischer Schauspieler
- McDonald, Mackenzie (* 1995), US-amerikanischer TennisspielerMackenzie McDonald (* 1995)

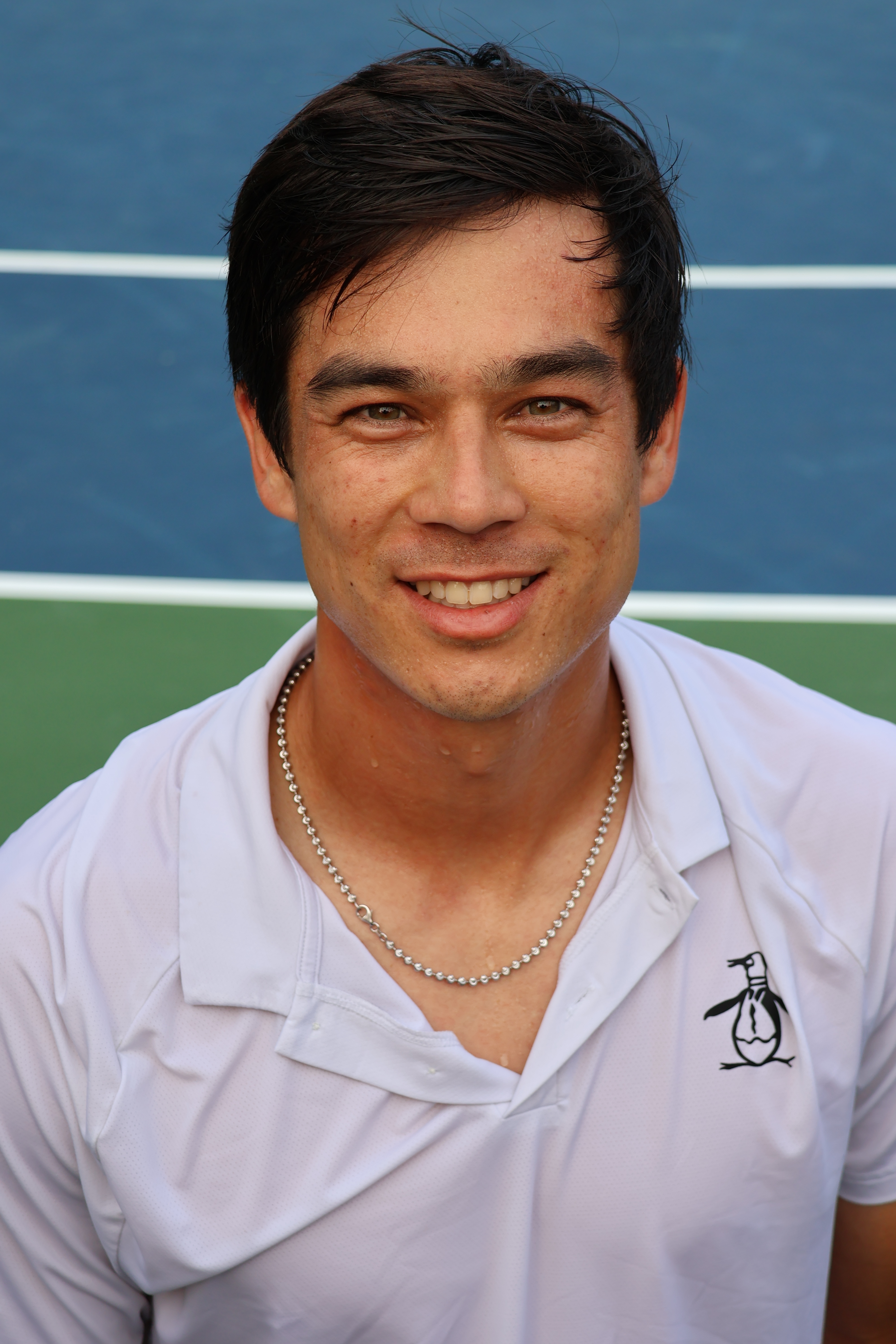
Mackenzie McDonald (* 1995)

- McDonald, Marie (1923–1965), US-amerikanische Filmschauspielerin und Sängerin
- McDonald, Mark (* 1980), schottischer Politiker
- McDonald, Marshall (* 1959), US-amerikanischer Jazzmusiker
- McDonald, Mary, australische Diskuswerferin
- McDonald, Mary Lou (* 1969), irische Politikerin und MdEP für Irland
- McDonald, Maurice (1902–1971), US-amerikanischer Fast-Food-Unternehmer
- McDonald, Michael (* 1952), US-amerikanischer Sänger, Keyboarder und SongwriterMichael McDonald (* 1952)

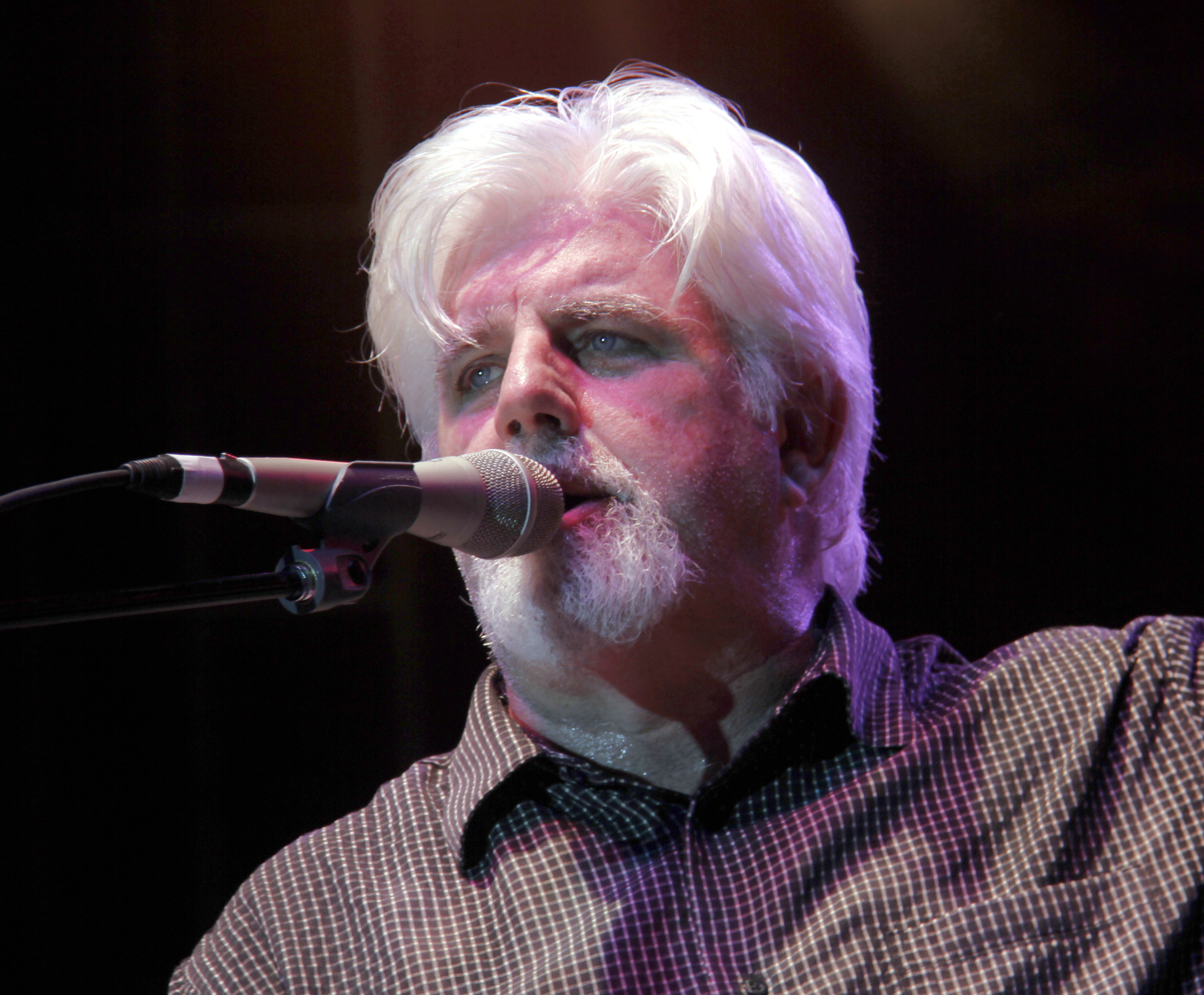
Michael McDonald (* 1952)

- McDonald, Michael (* 1964), US-amerikanischer Komiker und Schauspieler
- McDonald, Michael (* 1975), jamaikanischer Sprinter
- McDonald, Michael Cassius (1839–1907), irisch-amerikanischer Krimineller
- McDonald, Mike (* 1975), kanadischer Freestyle-Skisportler
- McDonald, Mike (* 1989), kanadischer Pokerspieler
- McDonald, Miriam (* 1987), kanadische Filmschauspielerin
- McDonald, Morgan (* 1996), australischer Leichtathlet
- McDonald, Natassha (* 1997), kanadische Leichtathletin
- McDonald, Neil (* 1967), englischer Schachspieler
- McDonald, Niels (* 2008), deutscher Tennisspieler
- McDonald, Nolan (* 1977), kanadischer Eishockeyspieler
- McDonald, Pat (1878–1954), US-amerikanischer Leichtathlet
- McDonald, Peter (1924–2022), irischer Fußballspieler
- McDonald, Peter (* 1972), irischer Schauspieler und Regisseur
- McDonald, Peter (* 1973), österreichischer Wirtschaftsvertreter und PolitikerPeter McDonald (* 1973)

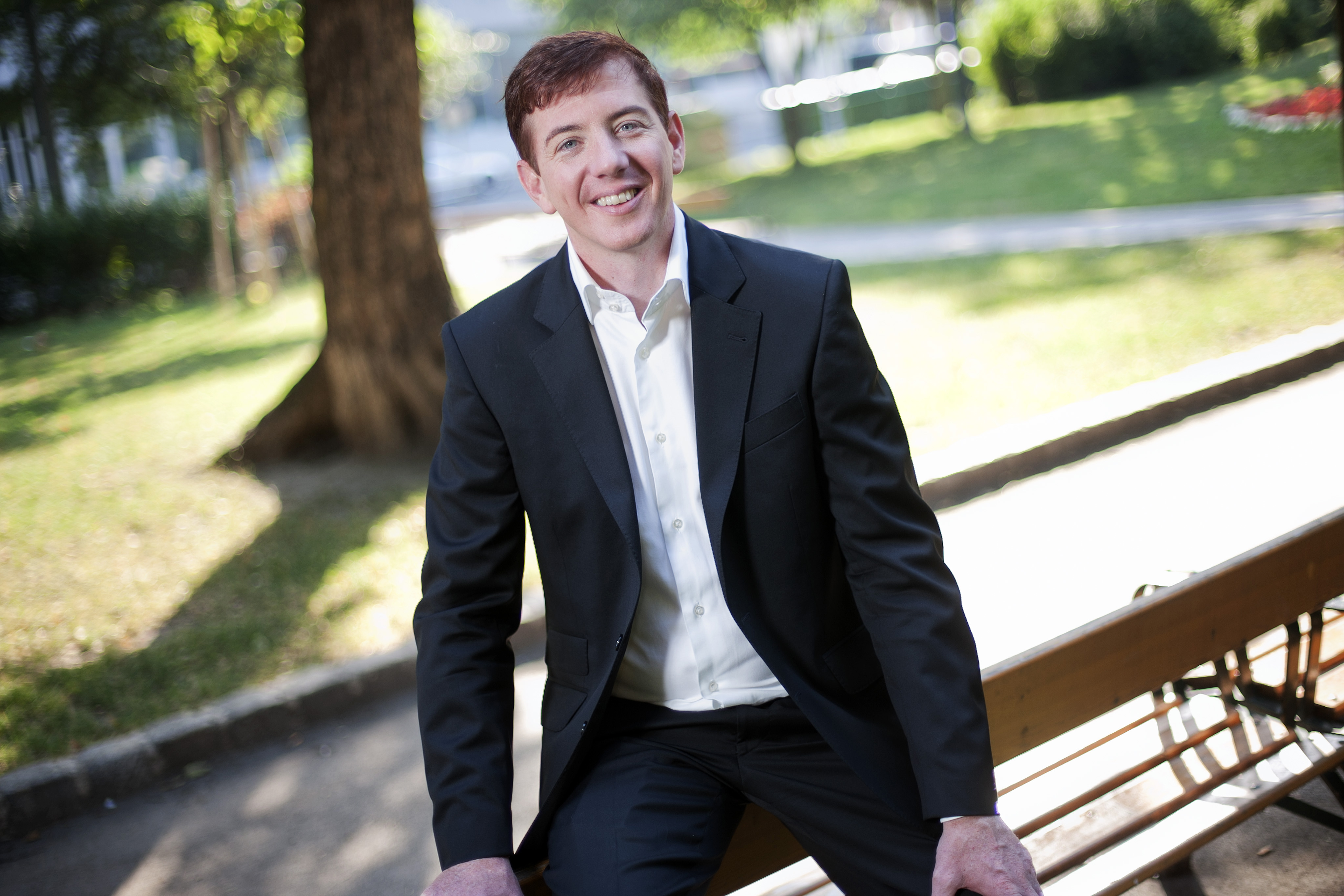
Peter McDonald (* 1973)

- McDonald, Peter (* 1978), australischer Radrennfahrer
- McDonald, Richard (1909–1998), US-amerikanischer Fast-Food-Unternehmer
- McDonald, Richard (* 1949), kanadischer Hürdenläufer
- McDonald, Robert A. (* 1953), US-amerikanischer Manager und Politiker
- McDonald, Rusheen (* 1992), jamaikanischer Sprinter
- McDonald, Rusty (1921–1979), US-amerikanischer Country-Musiker
- McDonald, Ryan (1930–2020), Schauspieler, Filmschauspieler und Fernsehschauspieler
- McDonald, Ryan (* 1980), US-amerikanischer Snowboarder
- McDonald, Sarah (* 1993), englische Leichtathletin
- McDonald, Scott (* 1983), australischer Fußballspieler
- McDonald, Simon (* 1961), britischer Diplomat, Permanent Under-Secretary im Foreign and Commonwealth Office und Head of the Diplomatic Service
- McDonald, Skeets (1915–1968), US-amerikanischer Country-Musiker
- McDonald, Stewart (* 1986), britischer Politiker der Scottish National Party
- McDonald, Stuart (* 1978), schottischer Politiker
- McDonald, Tommy (1934–2018), US-amerikanischer American-Football-Spieler
- McDonald, William C. (1858–1918), US-amerikanischer Politiker
- McDonald, William Joseph (1904–1989), irisch-US-amerikanischer römisch-katholischer Geistlicher, Weihbischof in San Francisco
- McDonell, Fergus (1910–1984), britischer Filmeditor und Filmregisseur
- McDonell, Gordon (1905–1995), britisch-amerikanischer Drehbuchautor
- McDonell, Nick (* 1984), US-amerikanischer Autor
- McDonell, Thomas (* 1986), US-amerikanischer Filmschauspieler und MusikerThomas McDonell (* 1986)

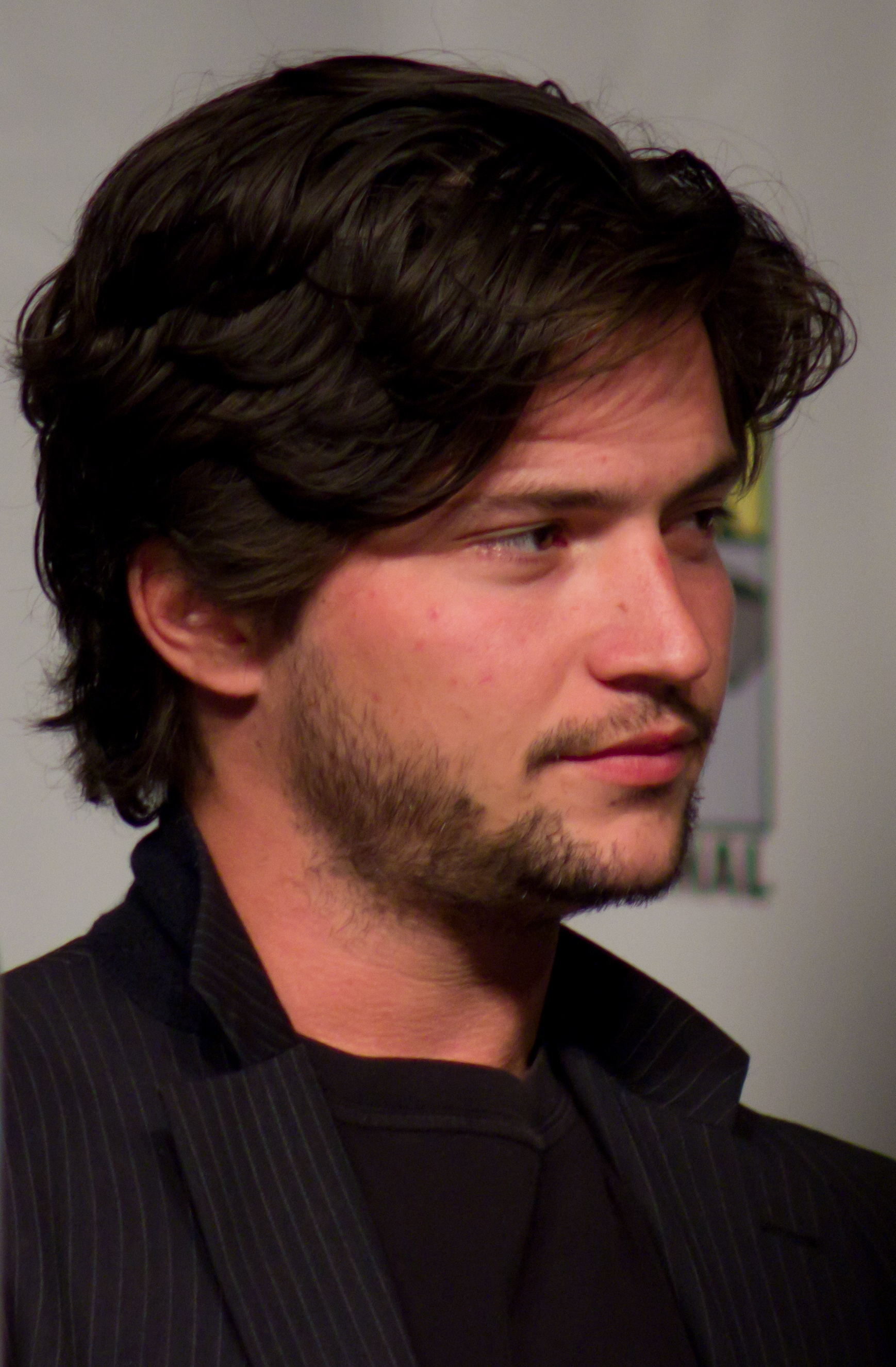
Thomas McDonell (* 1986)

- McDonnell, Alexander (1798–1835), irischer Schachspieler
- McDonnell, Bob (* 1954), US-amerikanischer Politiker
- McDonnell, Charles Edward (1854–1921), US-amerikanischer Geistlicher
- McDonnell, Charles James (1928–2020), US-amerikanischer römisch-katholischer Geistlicher und Weihbischof in Newark
- McDonnell, Charlotte (* 1990), britische Videobloggerin, Regisseurin und Musikerin
- McDonnell, Daniel (* 1988), US-amerikanischer Volleyballspieler
- McDonnell, David (* 1971), irischer Snookerspieler
- McDonnell, Donald (1933–2021), australischer Boxer
- McDonnell, Edward, US-amerikanischer Filmproduzent
- McDonnell, Edward (1806–1860), irischer Unternehmer und Politiker
- McDonnell, Evelyn (* 1964), US-amerikanische Autorin und Hochschullehrerin
- McDonnell, Ger, irischer Toningenieur, Musikproduzent und Musiker
- McDonnell, James Smith (1899–1980), US-amerikanischer Flugzeugkonstrukteur und Geschäftsmann
- McDonnell, Jamie (* 1986), britischer Boxer
- McDonnell, Joe (1951–1981), nordirischer Widerstandskämpfer und Hungerstreikender
- McDonnell, John (* 1951), britischer Politiker der Labour Party
- McDonnell, Lara (* 2003), irische Schauspielerin
- McDonnell, Mary (* 1952), US-amerikanische SchauspielerinMary McDonnell (* 1952)

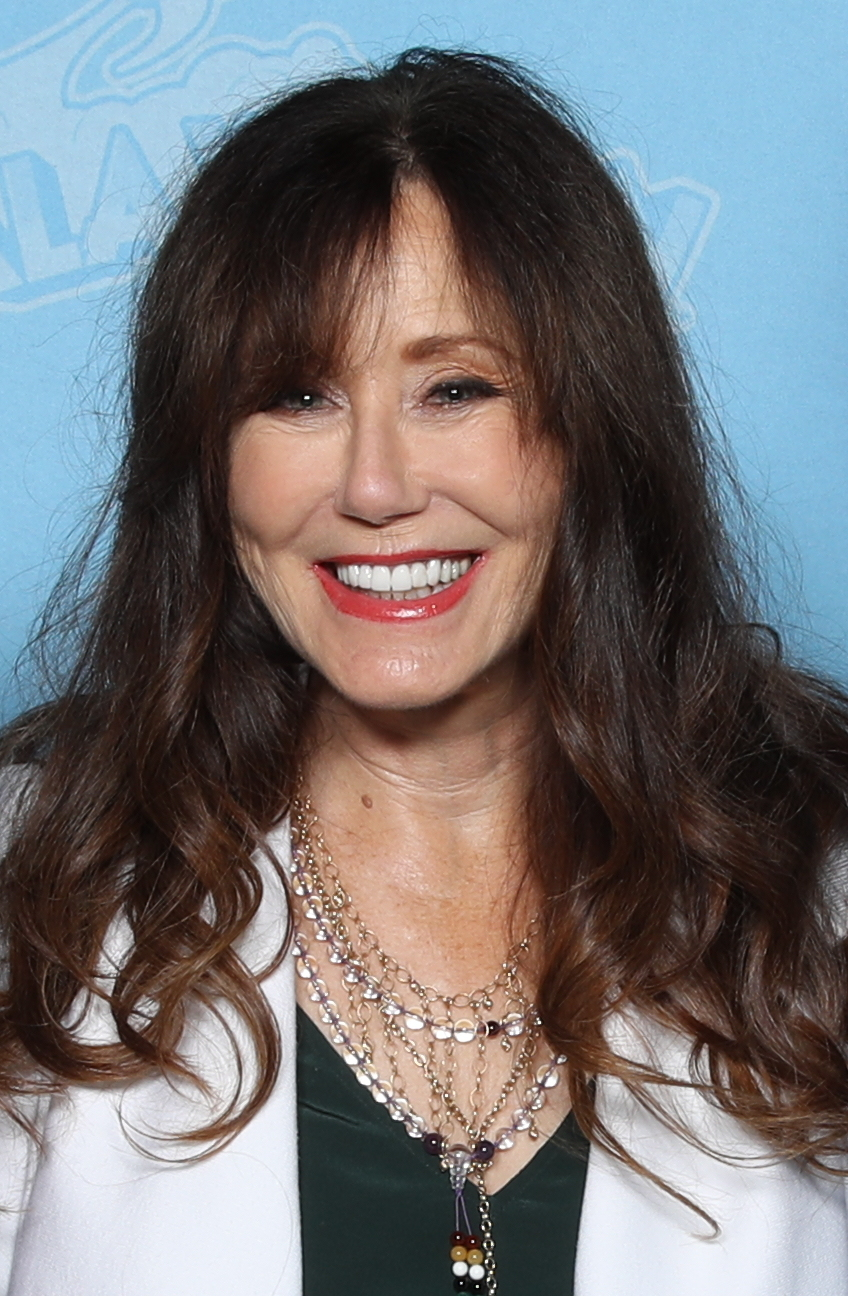
Mary McDonnell (* 1952)

- McDonnell, Mike (* 1966), US-amerikanischer Politiker
- McDonnell, Moylan (1889–1969), kanadischer Eishockeyspieler
- McDonnell, Patrick (* 1956), US-amerikanischer Comiczeichner
- McDonnell, Percy (1858–1896), australischer Cricketspieler
- McDonnell, Sophie (* 1976), britische Schauspielerin, Sängerin, Moderatorin und Model
- McDonnell, Thomas John (1894–1961), US-amerikanischer römisch-katholischer Geistlicher, Koadjutorbischof von Wheeling
- McDonnell, Timothy Anthony (* 1937), US-amerikanischer Geistlicher, emeritierter Bischof von Springfield
- McDonnell, William (1876–1941), US-amerikanischer Sportschütze
- McDonough, Al (* 1950), kanadischer Eishockeyspieler
- McDonough, Alexa (1944–2022), kanadische Politikerin
- McDonough, Denis (* 1969), US-amerikanischer Regierungsbeamter
- McDonough, Dick (1904–1938), US-amerikanischer Jazzgitarrist
- McDonough, Frank (* 1957), britischer Historiker und Buchautor
- McDonough, Gordon L. (1895–1968), US-amerikanischer Politiker
- McDonough, Hubie (* 1963), US-amerikanischer Eishockeyspieler, -trainer, -funktionär und -scout
- McDonough, John (1916–1978), US-amerikanischer Schiedsrichter im American Football
- McDonough, John T. (* 1843), US-amerikanischer Jurist und Politiker
- McDonough, Joseph A. (1896–1944), US-amerikanischer Regieassistent und Filmregisseur
- McDonough, Joseph C. (1924–2005), US-amerikanischer Offizier, Generalmajor der US-Army
- McDonough, Mary Elizabeth (* 1961), US-amerikanische Schauspielerin
- McDonough, Neal (* 1966), US-amerikanischer Schauspieler
- McDonough, Patrick (* 1961), US-amerikanischer Radrennfahrer
- McDonough, Thomas Joseph (1911–1998), US-amerikanischer Geistlicher, römisch-katholischer Erzbischof von Louisville
- McDonough, William (* 1951), US-amerikanischer Architekt, Designer und Autor
- McDorman, Jake (* 1986), US-amerikanischer Schauspieler
- McDormand, Frances (* 1957), US-amerikanische SchauspielerinFrances McDormand (* 1957)

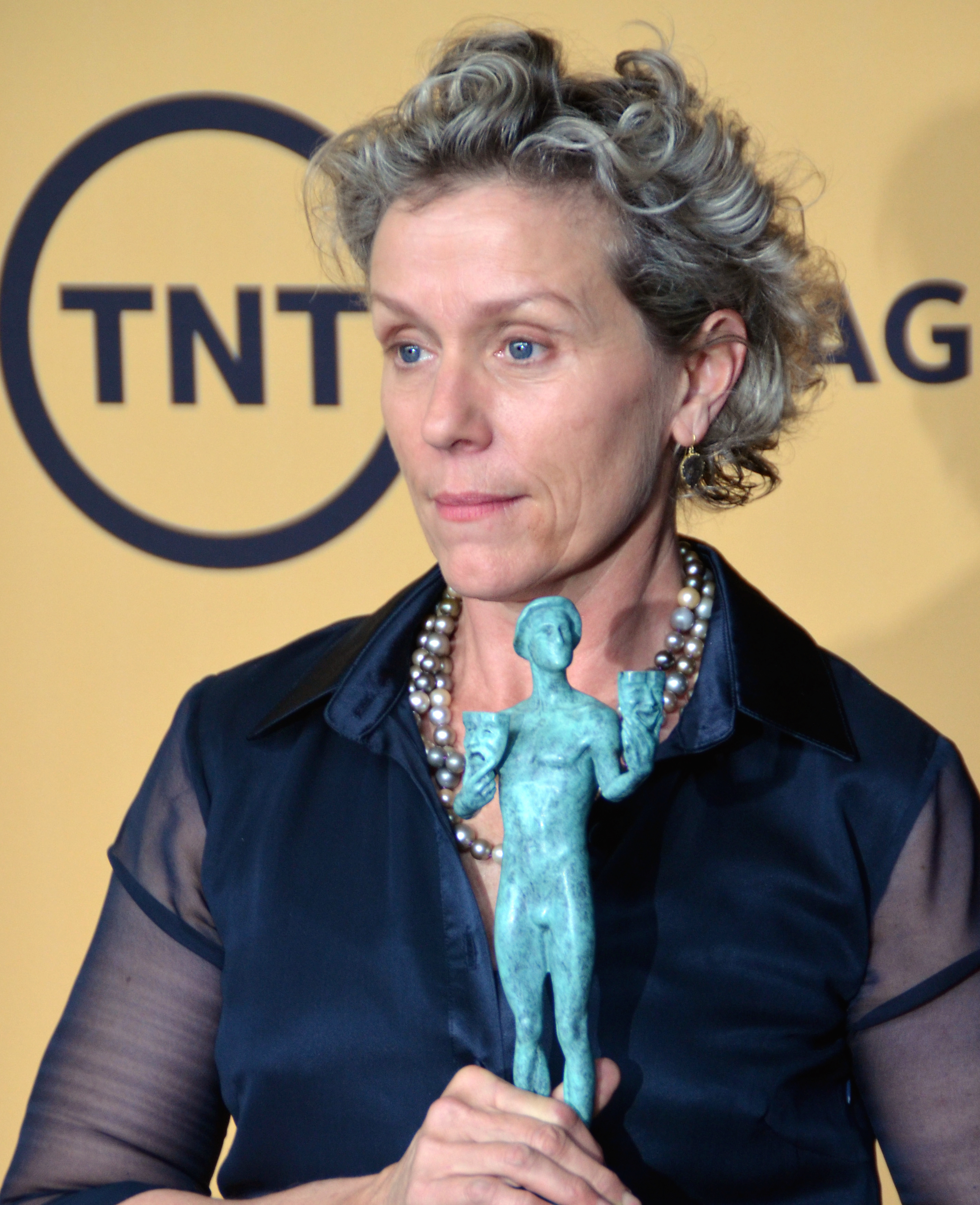
Frances McDormand (* 1957)

- McDougal, E. Parker (1924–1994), US-amerikanischer Jazzmusiker
- McDougal, John (1818–1866), US-amerikanischer Politiker
- McDougal, Karen (* 1971), US-amerikanisches Fotomodell und Schauspielerin
- McDougal, Myres Smith (1906–1998), amerikanischer Jurist und Experte für internationales Recht
- McDougald, Bradley (* 1990), US-amerikanischer Footballspieler
- McDougall, Alexander (1731–1786), US-amerikanischer Offizier und Politiker
- McDougall, Barbara (* 1937), kanadische Politikerin (Progressiv-konservative Partei Kanadas)
- McDougall, Bill (* 1966), kanadischer Eishockeyspieler
- McDougall, Callum, Filmproduzent
- McDougall, Charles, britischer Regisseur
- McDougall, Donald, US-amerikanischer Bahnradsportler
- McDougall, Duncan (* 1959), britischer Ruderer
- McDougall, Edward Stuart (1886–1957), kanadischer Richter am Court of Appeal Québec und dem Internationalen Militärgerichtshof für den Fernen Osten
- McDougall, Grant (1910–1958), US-amerikanischer Hammerwerfer
- McDougall, Ian (1935–2018), australischer Geologe
- McDougall, Ian (* 1938), kanadischer Jazzmusiker
- McDougall, James A. (1817–1867), US-amerikanischer Jurist und Politiker
- McDougall, Jimmy (1904–1984), schottischer Fußballspieler
- McDougall, John A. (1947–2024), US-amerikanischer Mediziner
- McDougall, John Alexander († 1894), schottisch-amerikanischer Porträtmaler, Miniaturist und Fotograf
- McDougall, John E. (1860–1932), US-amerikanischer Politiker
- McDougall, Joyce (1920–2011), neuseeländische Psychoanalytikerin
- McDougall, Margaret (* 1949), schottische Politikerin
- McDougall, Walter A. (* 1946), US-amerikanischer Historiker
- McDougall, William (1822–1905), kanadischer Politiker
- McDougall, William (1871–1938), englisch-amerikanischer Psychologe
- McDougle, Dexter (* 1991), US-amerikanischer American-Football-Spieler und Canadian-Football-Spieler
- McDowall, Betty (1924–1993), australische Schauspielerin in Film und Fernsehen
- McDowall, Jai (* 1986), britischer Sänger
- McDowall, Jim (1940–2020), schottischer Fußballspieler
- McDowall, Les (1912–1991), schottischer Fußballspieler und -trainer
- McDowall, Roddy (1928–1998), britischer SchauspielerRoddy McDowall (1928–1998)

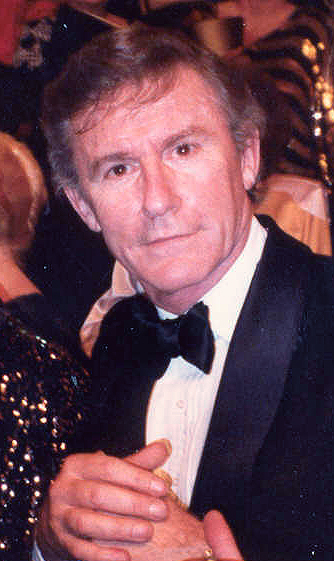
Roddy McDowall (1928–1998)

- McDowall, Rose (* 1959), schottische Musikerin
- McDowell Breckinridge, Madeline (1872–1920), US-amerikanische Frauenrechtlerin und Sozialreformerin
- McDowell, Addison (* 1994), US-amerikanischer Politiker der Republikaner
- McDowell, Alex (* 1955), britischer Szenenbildner
- McDowell, Alexander (1845–1913), US-amerikanischer Politiker
- McDowell, Brendan (* 1992), australischer Eishockeyspieler
- McDowell, Charles (1871–1943), US-amerikanischer Politiker
- McDowell, Claire (1877–1966), US-amerikanische Schauspielerin
- McDowell, Derek (* 1958), irischer Politiker
- McDowell, Fred (1904–1972), US-amerikanischer Blues-Musiker
- McDowell, Graeme (* 1979), nordirischer Golfer
- McDowell, Harris B. (1906–1988), US-amerikanischer Politiker
- McDowell, Irvin (1818–1885), US-amerikanischer HeeresoffizierIrvin McDowell (1818–1885)

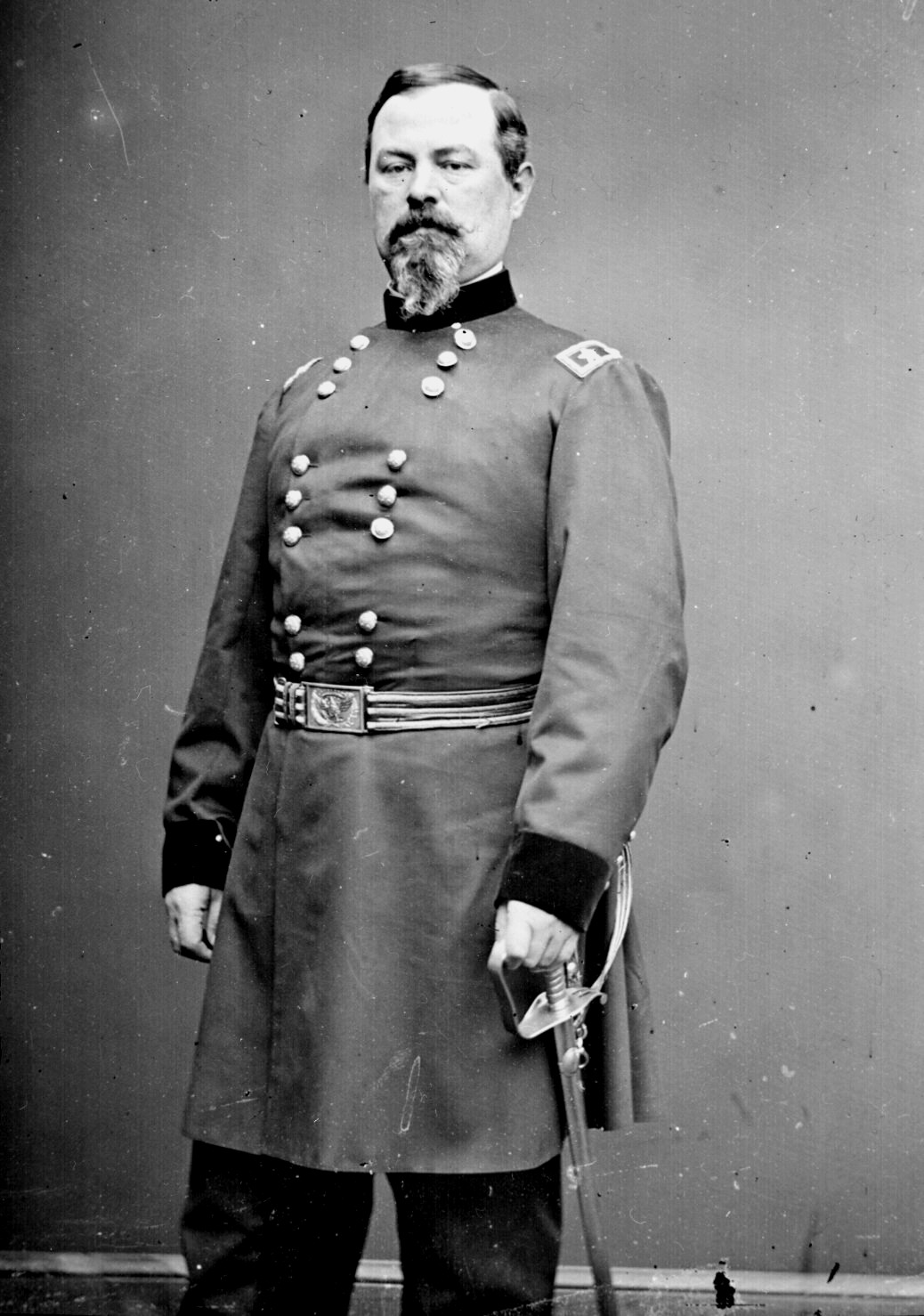
Irvin McDowell (1818–1885)

- McDowell, James (1795–1851), US-amerikanischer Politiker
- McDowell, James F. (1825–1887), US-amerikanischer Politiker
- McDowell, John (1902–1957), US-amerikanischer Politiker
- McDowell, John (* 1942), südafrikanischer Philosoph
- McDowell, John (* 1956), irischer anglikanischer Erzbischof und Theologe der Church of Ireland
- McDowell, John A. (1853–1927), US-amerikanischer Politiker
- McDowell, John Bernard (1921–2010), US-amerikanischer Geistlicher, römisch-katholischer Weihbischof in Pittsburgh
- McDowell, Johnny (1915–1952), US-amerikanischer Rennfahrer
- McDowell, Joseph (1758–1799), US-amerikanischer Politiker
- McDowell, Joseph J. (1800–1877), US-amerikanischer Politiker
- McDowell, Joseph junior (1756–1801), US-amerikanischer Politiker
- McDowell, Josh (* 1939), US-amerikanischer Apologet, Erweckungsprediger und Autor
- McDowell, Linda (* 1949), britische Geografin und Hochschullehrerin
- McDowell, Louise Sherwood (1876–1966), US-amerikanische Physikerin und Hochschullehrerin
- McDowell, Malcolm (* 1943), britischer SchauspielerMalcolm McDowell (* 1943)

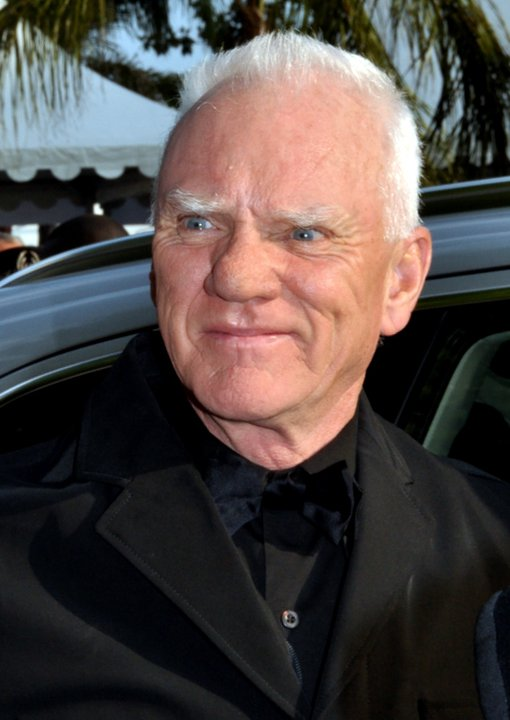
Malcolm McDowell (* 1943)

- McDowell, Mary (1854–1936), US-amerikanische Sozialreformerin und Frauenrechtlerin
- McDowell, Michael (1950–1999), US-amerikanischer Schriftsteller und Drehbuchautor aus dem Bereich der Horrorliteratur und des Horrorfilms
- McDowell, Michael (* 1951), irischer Politiker
- McDowell, Michael (* 1984), US-amerikanischer NASCAR-Rennfahrer
- McDowell, Paul (1905–1962), US-amerikanischer Ruderer
- McDowell, Ronnie (* 1950), US-amerikanischer Musiker
- McDowell, Thomas David Smith (1823–1898), amerikanischer Politiker
- McDowell, W. W. (1867–1934), US-amerikanischer Diplomat und Politiker
- McDowell, W. Wallace (1906–1985), US-amerikanischer IBM-Manager
- McDowell, W. Wallace, Jr. (* 1935), amerikanischer Unternehmer
- McDowell, William, US-amerikanischer Gospelsänger und Prediger

### Mcdu
- McDuff, Dusa (* 1945), englische Mathematikerin
- McDuff, Jack (1926–2001), US-amerikanischer Jazz-Organist
- McDuff, Kenneth (1946–1998), US-amerikanischer Serienmörder
- McDuffie, Dimitry (* 1989), deutscher Basketballspieler
- McDuffie, George (1790–1851), US-amerikanischer Politiker
- McDuffie, J. D. (1938–1991), US-amerikanischer Autorennfahrer
- McDuffie, John (1883–1950), US-amerikanischer Jurist und Politiker
- McDuffie, John Van (1841–1896), US-amerikanischer Rechtsanwalt, Richter und Politiker
- McDuffie, Trent (* 2000), US-amerikanischer American-Football-Spieler

### Mcdy
- McDyess, Antonio (* 1974), US-amerikanischer Basketballspieler